# Boletín de la Real Academia Española
El Boletín de la Real Academia Española (BRAE) es una revista académica revisada por pares y de acceso abierto publicada por la Real Academia Española (RAE). El BRAE publica un tomo al año en dos cuadernos semestrales , con acceso digital, de  artículos y notas originales sobre literatura y lingüística hispánicas. Ocasionalmente ha publicado investigaciones más extensas como parte de la colección Anejos del Boletín de la Real Academia Española. Su director actual (2022)  es Pedro R. García Barreno.

## Historia
La revista fue fundada en 1914, durante la celebración del segundo centenario de la RAE. Su primer director fue Emilio Cotarelo y Mori, miembro de número de la RAE desde 1897 y secretario de la misma desde 1913. La circulación de la revista se interrumpió entre los años 1937 y 1944, durante la posguerra de la Guerra Civil Española.
Originalmente, el BRAE se distribuyó en cinco cuadernos anuales hasta 1936. Entre 1936 y 2001 su periodicidad fue cuatrimestral. A partir de 2001 su periodicidad es semestral. Hacia 2012 la revista sufrió algunas modificaciones con el objetivo de afianzar su carácter de revista científica, entre ellas, el nombramiento de un consejo de redacción. A partir de 2014, la revista también se edita en línea y acceso abierto.

## Indexación
La revista está indexada en los siguientes servicios: MLA International Bibliography, Web of Science, Scopus, Latindex, ISOC, ERIH PLUS, Dulcinea y MIAR.